# Anthochortus
Anthochortus, biljni rod od nekoliko vrsta južnoafričkih endema iz porodice Restionaceae. Postoji sedam priznatih vrsta koji rastu samo po Kapskim provincijama. Trajnice i rizomatski geofiti

## Vrste
1. Anthochortus capensis Esterh.
2. Anthochortus crinalis (Mast.) H.P.Linder
3. Anthochortus ecklonii Nees
4. Anthochortus graminifolius (Kunth) H.P.Linder
5. Anthochortus insignis (Mast.) H.P.Linder
6. Anthochortus laxiflorus (Nees) H.P.Linder
7. Anthochortus singularis Esterh.

## Sinonimi
- Antochortus Nees
- Phyllocomos Mast.